# Festival otevřené zahrady

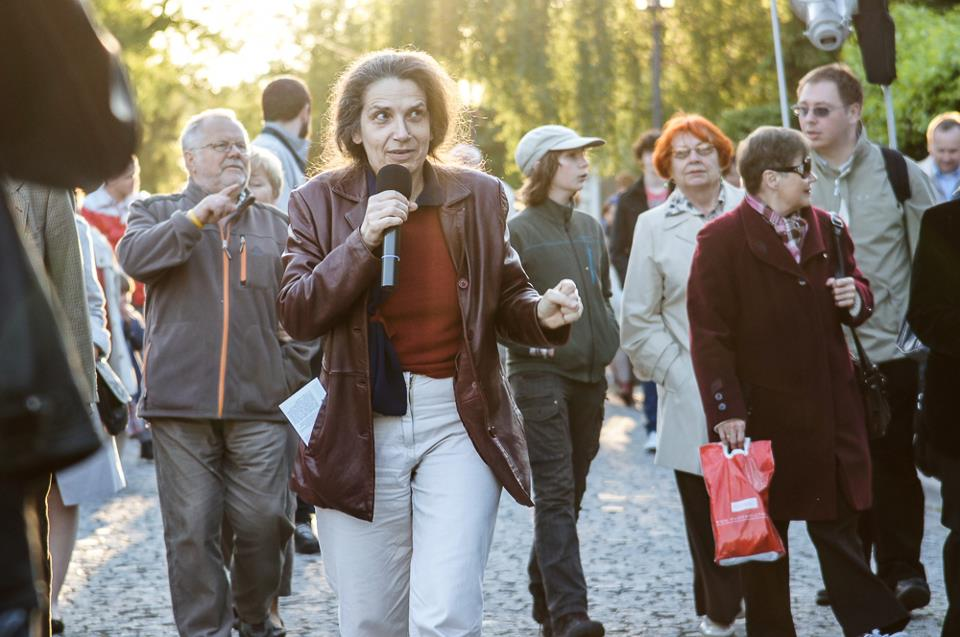
Festival otevřené zahrady Sadyba, Polsko 2012.

Festival otevřených zahrad – festival je součástí „Programu na ochranu přírodního a kulturního dědictví“ a trvale udržitelného rozvoje zahradních měst, které se nacházejí v zeleném pásmu kolem Varšavy a vilových čtvrtí hlavního města. Každý rok jsou v rámci Programu organizovány semináře a prezentace s tematikou trvale udržitelného rozvoje místních společenství, ekologie a revitalizace měst a oblastí zeleně.
Projekty jsou určeny místním úřadům, veřejným činitelům, učitelům, studentům a obyvatelům zahradních měst a obcí, které jsou partnery Programu otevřených zahrad.
Třetí ročník Festivalu otevřených zahrad se konal v září 2007 v pěti podvaršavských obcích: Podkowa Leśna, Brwinów, Komorów, Konstancin-Jeziorna, Milanówek a varšavské čtvrti Sadybě. Festival je realizován v rámci programu Rady Evropy, Evropský den dědictví, jejichž cílem je promoce uzavřených nebo ohrožených památek. Obyvatelé památkových vil organizují koncerty, výstavy, výlety, semináře. Takovým způsobem je možné poznat město zevnitř - jeho historii a současný potenciál.